# Veronica Bitto
Veronica Benedetta Bitto (Milano, 22 settembre 1992) è un'attrice italiana.

## Biografia
Nata a Milano, vive a Roma. Prima di iniziare a recitare nel mondo del cinema nell'anno 2011-2012 ha seguito un corso di recitazione a Milano e uno studio di monologhi shakespeariani nel 2011. Nel 2014 ha frequentato il seminario di voce Metodo Linklater con Antonella Voce. Successivamente nel 2015 ha completato la sua formazione di attrice presso l'accademia di arte drammatica Eutheca di Roma. Dopo aver preso parte a diversi progetti, nel 2018 è riuscita a conseguire una discreta notorietà recitando a fianco di Terence Hill nel film Il mio nome è Thomas.

## Filmografia

### Cinema
- Famosi in sette giorni, regia di Gianluca Vannucci (2017)
- Arrivano i prof, regia di Ivan Silvestrini (2018)
- Il mio nome è Thomas, regia di Terence Hill (2018)
- Ma cosa ci dice il cervello, regia di Riccardo Milani (2019)

### Televisione
- Un passo dal cielo, serie TV (2014)
- Tango per la libertà, miniserie TV (2016)
- I Medici, serie TV (2016)
- Il paradiso delle signore, serie TV (2016-2017)
- Che Dio ci aiuti, serie TV (2014-2018)

### Cortometraggi
- Il male invisibile, regia di Marco Luca Cattaneo (2014)
- (IR)REVERSIBILE, regia di Claudia Zella (2016)
- Rosso Amaranto, regia di Federica Salvatori (2017)
- Solo una notte, regia di Claudia Zella (2018)